# Verbascum karlikdaghense
Verbascum karlikdaghense är en flenörtsväxtart som beskrevs av K. H. Rechinger. Verbascum karlikdaghense ingår i släktet kungsljus, och familjen flenörtsväxter. Inga underarter finns listade i Catalogue of Life.